# Mortonagrion amoena
Mortonagrion amoena är en trollsländeart som först beskrevs av Friedrich Ris 1915.  Mortonagrion amoena ingår i släktet Mortonagrion och familjen dammflicksländor. Inga underarter finns listade i Catalogue of Life.